# Elecciones federales de Alemania de 1907
Las Elecciones parlamentarias de Alemania de 1907 se llevaron a cabo el 25 de enero de 1907. A pesar de que el Partido Socialdemócrata (SPD) recibió una mayoría clara de votos, su porcentaje fue obstaculizado  por los tamaños desiguales de algunas circunscripciones, lo cual favoreció la obtención de escaños rurales en beneficio de otros partidos. Como resultado, el Partido del Centro siguió siendo el partido más grande del Reichstag después de ganar 101 de los 397 escaños, mientras que el SPD ganó solo 43. La participación electoral fue del 84,7%.
Esta elección fue conocida como la "Elección Hottentot" debido al intenso debate sobre la represión de la que era objeto en ese momento el pueblo joisán en el África del Sudoeste Alemana.

## Resultados
| #  | Partido político    | Votos      | % de votos válidos | Escaños | Variación (escaños) |
| -- | ------------------- | ---------- | ------------------ | ------- | ------------------- |
| 1  | SPD                 | 3.259.029  | 29.0%              | 43      | -38                 |
| 2  | Zentrum             | 2.116.246  | 18.8%              | 101     | +1                  |
| 3  | NLP                 | 1.666.705  | 14.8%              | 56      | +6                  |
| 4  | KP                  | 1.060.209  | 9.4%               | 59      | +7                  |
| 5  | FVp                 | 737.220    | 6.5%               | 29      | +8                  |
| 6  | DRP                 | 471.863    | 4.2%               | 24      | +3                  |
| 7  | FVg                 | 338.639    | 3.0%               | 14      | +4                  |
| 8  | PP                  | 240.287    | 2.1%               | 10      | +2                  |
| 9  | ELP                 | 149.055    | 1.3%               | 11      | =                   |
| 10 | DVP                 | 123.731    | 1.1%               | 7       | +2                  |
| 11 | Otros partidos      | 1.099.845  | 9.8%               | 43      | -                   |
|    | Votos nulos/blancos | 40.708     | -                  | -       | -                   |
|    | Total               | 11.303.537 | 100.0%             | 397     | =                   |

Fuente: Wahlen in Deutschland